# باويان
جزيرة باويان (باللغة الإندونيسية: Pulau Bawean) هي جزيرة تقع في إندونيسيا قبالة سواحل جزيرة جاوة على بعد 150 كيلومترا تقريبا شمال سورابايا. تتبع الجزيرة بلدية جريسيك في مقاطعة جاوة الشرقية. قطر الجزيرة يبلغ 15 كيلومترا تقريبا. يوجد في مركز الجزيرة بركان خامد يرتفع إلى 655 مترا فوق مستوى سطح البحر. يبلغ سكان الجزيرة حوالي 75000 نسمة في عام 2009، ولكن أكثر من 26000 منهم (أي حوالي 70 ٪ من السكان الذكور) يعيشون مؤقتا في الخارج، حيث يعملون في مناطق أخرى من إندونيسيا أو في سنغافورة وماليزيا). ونتيجة لذلك، تشكل الإناث حوالي 77 ٪ من عدد السكان الفعليين للجزيرة، لذا تسمى بجزيرة النساء (باللغة الإندونيسية: Pulau Putri).
تنقسم الجزيرة إلى منطقتين، سانغكابورا وتامباك. أكثر من نصف السكان (حوالي 48000) يعيش في مدينة تانغكابورا والتي تقع على الساحل الجنوبي للجزيرة. الجزيرة وطبيعتها الغنية مع العديد من الأنواع المستوطنة، مثل أيل باويان يتواجد في هذه الجزيرة فقط وقد تم وضعه على القائمة الحمراء للأنواع المهددة بالانقراض.
هناك العديد من حقول النفط والغاز الطبيعي الكبيرة حول الجزيرة تحت مياه البحر.

## أصل التسمية

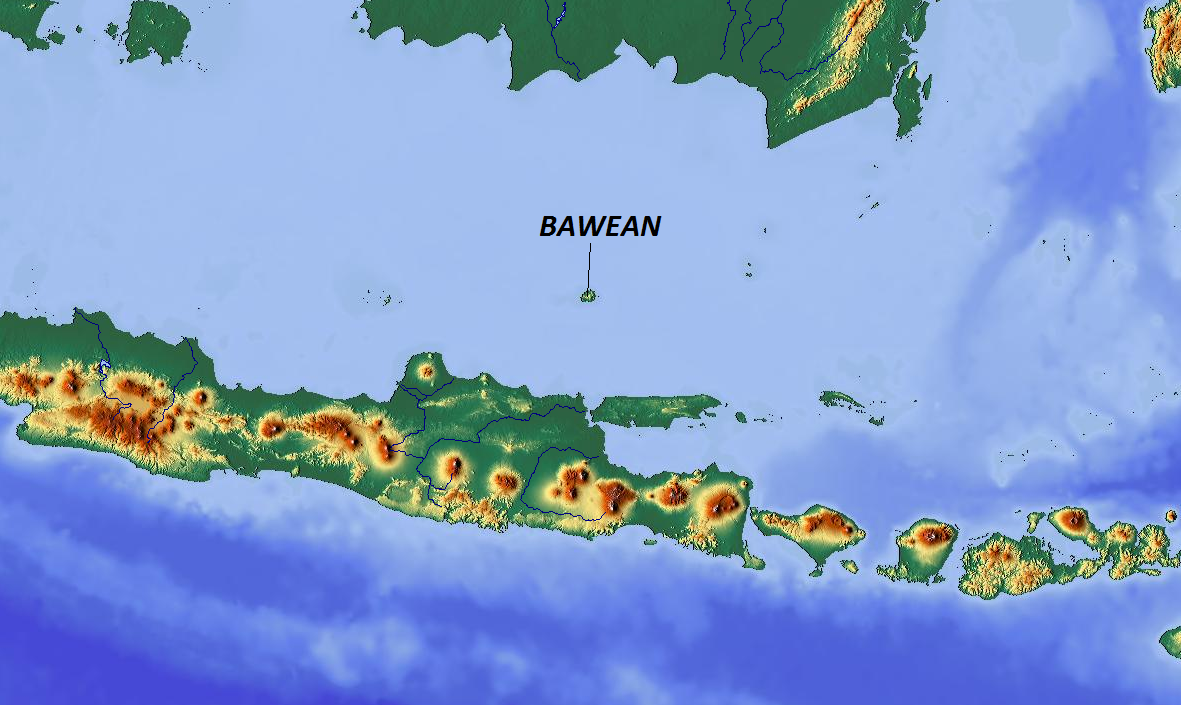
موقع جزيرة باويان

يعتقد أن اسم الجزيرة نشأ من العبارة الكاوية (أو السنسكريتية)، وهي كما يلي:
- با = الضوء
- وي = الشمس
- آن = يكون

لذلك تعني العبارة: وجود ضوء الشمس، حيث تقول الأسطورة، في عام 1350 أن بحاراً جاوياً لمح في الضباب الجزيرة وكان هنالك ضوء حولها؛ قبل ذلك، كانت الجزيرة معروفة باسمها العربي تحت اسم (مجيدي).
خلال الاستعمار الهولندي من القرن الثامن عشر وحتى القرن العشرين، تم تغيير اسم الجزيرة إلى لوبوك، ولكن اسم باويان ظل مستخدماً من قبل السكان المحليين وحتى في أوساط الهولنديين. تم التخلي عن الاسم الهولندي في أربعينات القرن الماضي.
وبسبب الاختلاف اللغوي، فإن السكان الأصليين المحليين البويانيين يسمون الجزيرة بويان. هذه الأسماء هي أيضاً شائعة في ماليزيا وسنغافورة. كما تسمى الجزيرة بجزيرة النساء (باللغة الإندونيسية: Pulau Putri)، ذلك بسبب غلبة عدد الإناث، فمنذ القرن التاسع عشر تعمل معظم الذكور في وظائف خارج الجزيرة. في حين أن النسبة الرسمية للسكان الإناث حوالي 52 ٪ في عام 2009، لكن نسبة الذكور المقيمين خارج الجزيرة هو حوالي 77 ٪.

## تاريخ الجزيرة

### فترة ما قبل الاستعمار
إن أول وجود للبشر على الجزيرة غير محدد. كانت تبحر السفن عبر بحر جاوة وغالباً ما تستخدم ميناء الجزيرة منذ فترة مبكرة من العصور الوسطى.
أول استطيان دائم في الجزيرة بشكل فعلي حدث خلال القرن الخامس عشر الميلادي. معظم المصادر التي تذكر جزيرة باويان من القرنين السادس عشر والسابع عشر متعلقة بزيارات الدعاة مسلمين إلى الجزيرة. بدأ التحويل الجماعي للسكان الجزر إلى الإسلام بعد وفاة حاكم الجزيرة راجا بيبيليونو عام 1601 الذي كان يفضل الديانة الإحيائية بعد وصول الشيخ مولانا عمر مسعود من جاوة، وهو عالم لاهوت مسلم، وقد أصبحت ذريته سلالة مستقلة عن الولايات الجاوية. أما حفيد حفيده بوربونيغورو الذي حكم الجزيرة بين عامي 1720 و 1747 زار جاوة كحاكم ذا سيادة. قبور مولانا عمر مسعود وبوربونيغورو من المعالم البارزة في الجزيرة، وتزار من قبل المسلمين من أنحاء أخرى من إندونيسيا، وتعتبر كأهم معلم تاريخي في جزيرة باويان ويستقبل السياح.

### فترة الاستعمار

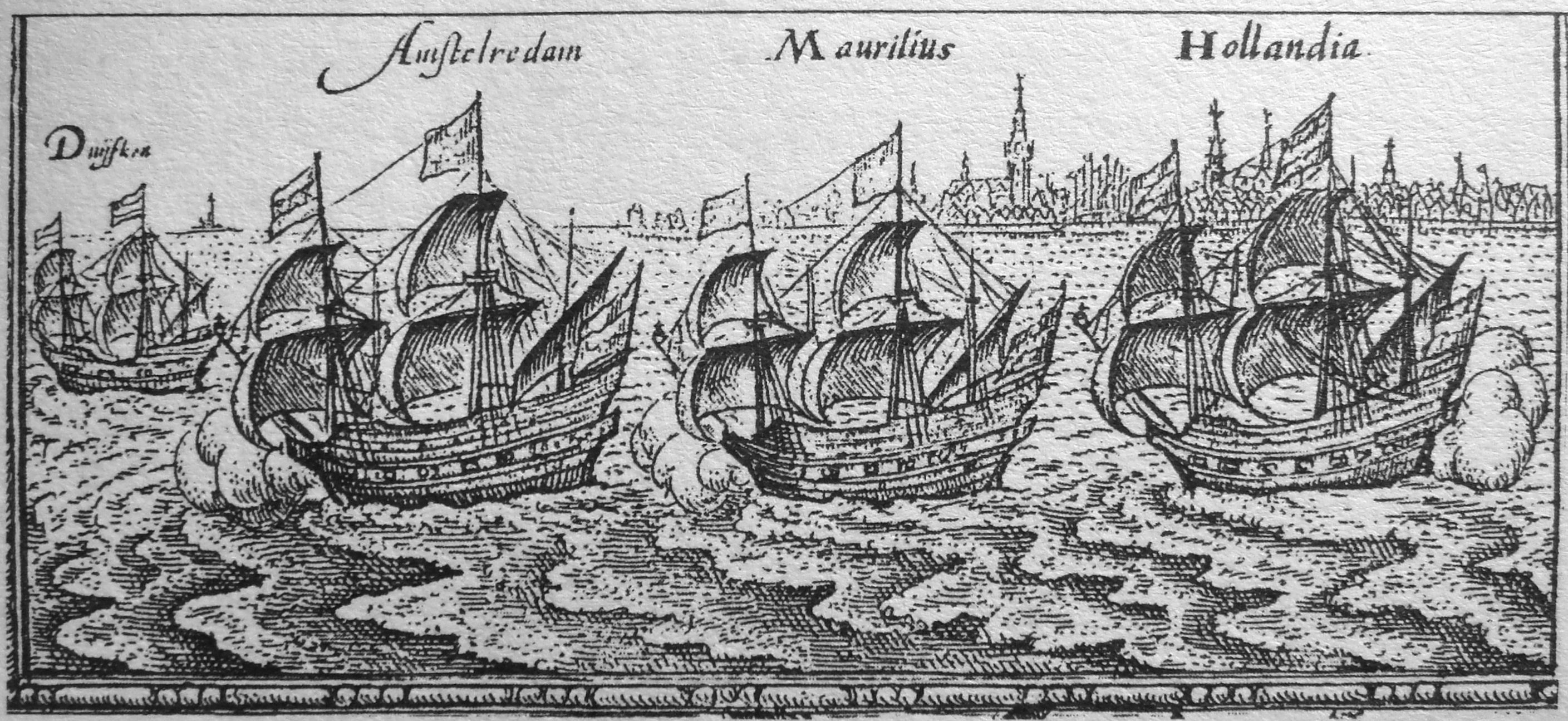
بعثة المستكشف كورنيليس دي هوتمان وتضرر السفينة أمستردام قبالة ساحل جزيرة باويان

زار البحارة الهولنديين جزيرة باويان أول مرة الحملة التجارية إلى جاوة بقيادة المستكشف كورنيليس دي هوتمان في 11 يناير 1597، وقد لحقت أضرار بالغة بالسفينة المسماة أمستردام قبالة ساحل الجزيرة.
خلال القرنين السابع عشر والثامن عشر، كانت الجزيرة تزار بشكل منتظم من قبل سفن شركة الهند الشرقية الهولندية، والتي تعززت مكانتها في هذا الجزء من أرخبيل الملايو، وقد وقعت رسميا تحت سيطرتها في 1743. فالجزيرة كانت لها قيمة اقتصادية مهمة، فقد كانت تستخدم كمحطة استراحة للسفن التي تبحر بين جاوة وبورنيو.
بعد إفلاس وتصفية شركة الهند الشرقية الهولندية في عام 1798، فقد تم تحويل جزيرة باويان وغيرها تحت السيطرة المباشرة للتاج الهولندي. وقد كان يحكم الجزيرة مسؤول هولندي معين رسمياً، كما احتفظ السكان المحليون ببعض النفوذ مثل مؤسسات القضاء والمحاكم الإسلامية التي تحكم حسب الشريعة. وقد تم تأسيس هذه المحكمة في عام 1882 وكانت تسمى بمحكمة باويان الدينية (باللغة الإندونيسية: Pengadilan Agama Bawean).
منذ نهاية القرن التاسع عشر، بدأ رجال جزيرة بالسفر للعمل في المستعمرات البريطانية في شبه جزيرة الملايو، وخصوصاً في سنغافورة. وكانت السلطات الاستعمارية الهولندية لا تتدخل بالأنشطة وأمال التوظيف الأجنبية لمن يزور جزيرة باويان.
كانت الجزيرة تنتج التبغ ونبتة إنديغو (ذات الزهرة النيلية) والأقمشة القطنية والفحم وتصدر أيل باويان إضافة لتكثير الخيول. التوسع في زراعة خشب الساج على نطاق واسع والذي بدأ منذ ثلاثينات القرن العشرين أدى إلى إزالة معظم غابات الجزيرة.

### فترة الحرب العالمية الثانية وما بعدها

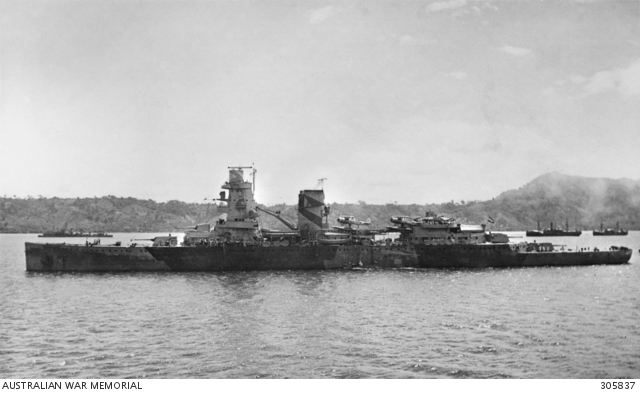
سفينة دي رويتر الحربية قبل أيام من غرقها (شباط 1942)

خلال الحرب العالمية الثانية وقعت معارك واسعة النطاق بين القوات البحرية اليابانية والحلفاء في المنطقة المجاورة لجزيرة باويان، وخصوصا خلال الحملة الهولندية على جزر الهند الشرقية ما بين عامي 1941-1942.
في 25 شباط 1942، تم احتلال الجزيرة من قبل اليابانيين. في 28 شباط حدثت معركة بحر جاوة الأولى، وأغرق اليابانيون العديد من سفن الحلفاء، مما أسفر عن مقتل اللواء بحري كاريل دورمان، قائد أسطول جزر الهند الشرقية بعد غرق سفينة دي رويتر الحربية.
في 1 مارس 1942، حدثت معركة بحر جاوة الثانية أو معركة باويان. أدى ذلك في غرق جميع سفن الحلفاء المشاركة وتم إنهاء القوات البريطانية والهولندية في المنطقة. وكان الإنجاز الوحيد لبحرية الحلفاء في هذه المنطقة هو إغراق سفينة نقل يابانية في يناير 1945 بواسطة الغواصة الهولندية.

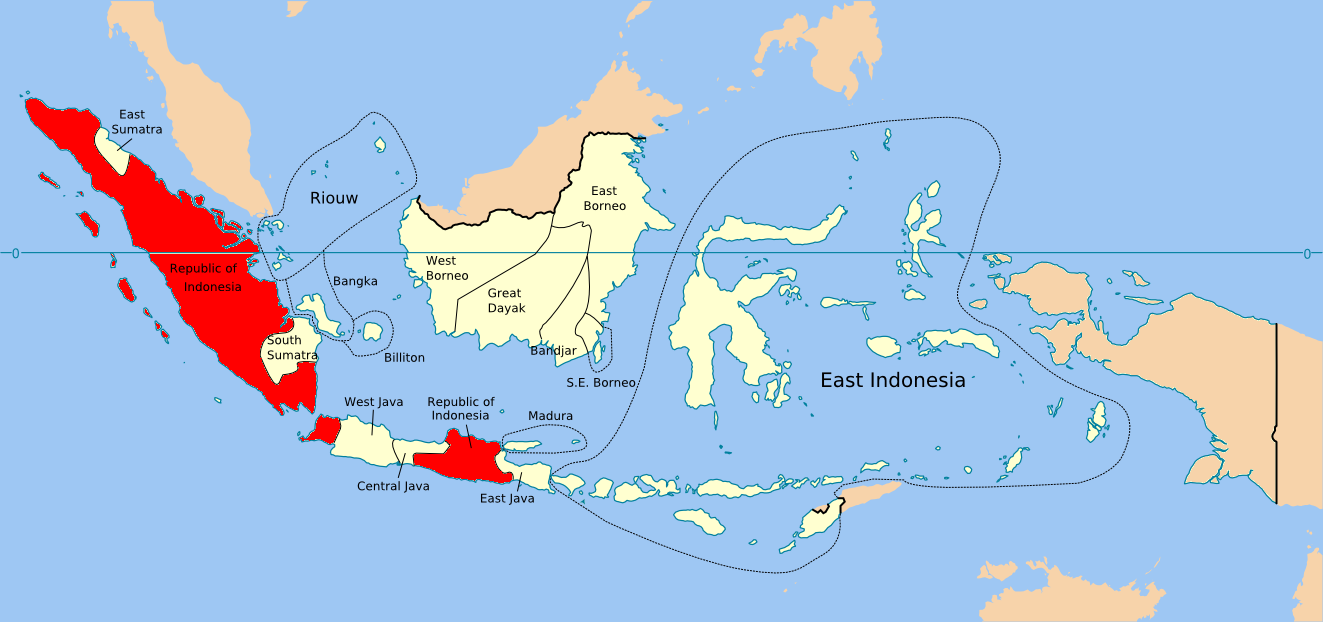
خريطة جمهورية الولايات المتحدة الإندونيسية عام 1949

في آب 1945، استسلمت الحامية اليابانية على الجزيرة للقوات البريطانية الهولندية.
بعد إعلان إندونيسيا كجمهورية مستقلة في 17 آب عام 1945، أصبحت الجزيرة رسميا جزءاً من الدولة الجديدة. ومع ذلك، فإنها كانت لا تزال بحكم الواقع تحت السيطرة الهولندية،
في فبراير 1948، تم إعلان كدولة شبه مستقلة دولة مادورا باويان ومادورا وعدة جزر أخرى وقد كانت تروج لها حكومة هولندا. 
في كانون الأول عام 1949، إنضمت إلى جمهورية الولايات المتحدة الإندونيسية والتي انضمت في مارس 1950 جمهورية إندونيسيا.

## الجغرافية وبيئة الجزيرة
تقع الجزيرة في بحر جاوة على مسافة 150 كيلومترا شمال جزيرة مادورا. مستديرة الشكل مع قطر يتراوح ما بين 11 و 18 كيلومترا (مع متوسط قطر مفداره 15 كيلومترا)، شواطئ الجزيرة متعرجة وتحتوي على العديد من الخلجان الصغيرة، وتوجد العديد من الجزر الصغيرة الرملية (نوكو Noko) والصخور وشعاب مرجانية قبالة الساحل حتى مسافة 600 متر. من أكبر الجزر المحيطة المأهولة هي: سيلايار وسيلايار نوكو ونوكو جيلي، وجيلي تيمور ونوسا.
معظم هذه الجزر جبلية، باستثناء ساحل ضيق وسهل في الجزء الجنوبي الغربي، لذا فإن الجزيرة تسمى أيضا باسم «جزيرة التلال التسع والتسعين». أعلى قمة بارتفاع (655 م) تقع في تلة تسمى باللغة الإندونيسية: Gunung Tinggi (التي تعني حرفيا «جبل عال»). أعظم المرتفعات تتوزع في الأجزاء الوسطى والشرقية من الجزيرة.
توجد أيضا بعض بحيرات كالديرا القليلة، أكبرها بحيرة كاستوبا (باللغة الإندونيسية: Danau Kastoba). وتبلغ مساحتها حوالي 0,3 كيلومتر مربع وعمق 140 مترا، وتقع على ارتفاع 300 متر تقريبا عن مستوى سطح البحر. وهناك عدة أنهار صغيرة وشلالات، أعلاها لاكار وباتار سيلامات، فضلا عن الينابيع الساخنة مثل: كيبون دايا وتاوبات.

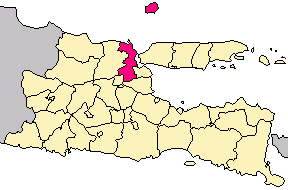
موقع جزيرة باويان بالنسبة لبلدية جريسيك في مقاطعة جاوة الشرقية

مناخ الجزيرة موسمي استوائي، والرطوبة أقل قليلا من متوسط الرطوبة في هذا الجزء من إندونيسيا. التقلبات في درجات الحرارة السنوية واليومية الصغيرة. معدل درجة الحرارة العظمى هو 30 درجة مئوية بينما معدل درجة الحرارة الصغرى هو 24.5 درجة مئوية. موسم الأمطار يمتد من كانون الأول حتى آذار ويتراوح متوسط هطول الأمطار الشهري من 402 ملم في كانون الأول إلى 23 ملم في شهر آب. الرياح الشمالية الغربية الممطرة والرياح الشرقية الجافة هي الرياح الشائعة في الجزيرة.

## جيولوجيا الجزيرة

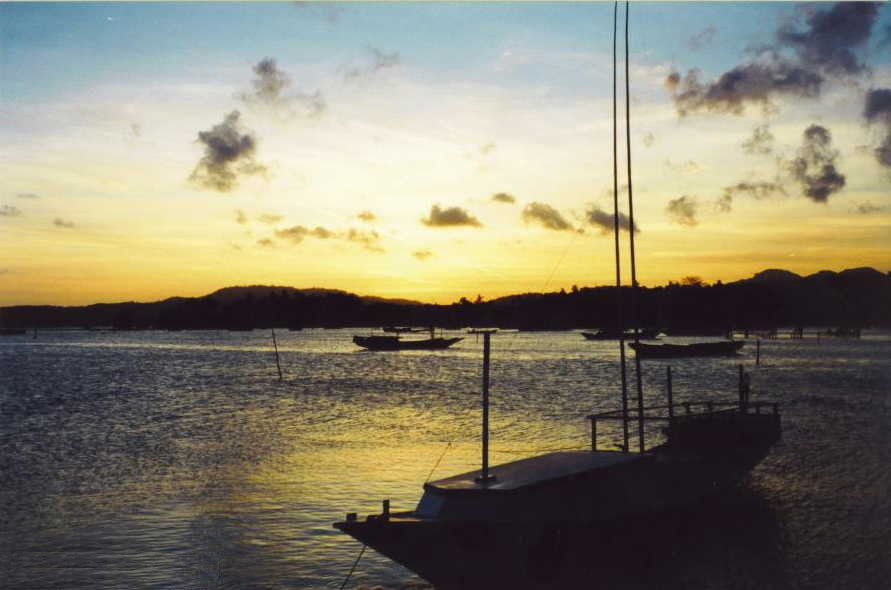
منظر للجزيرة قرب مدينة سانغكابورا

نشأت الجزيرة من بركان يقع بالقرب من وسطها. الصخور النارية تغطي نحو 85 ٪ من سطحها مع تواجد أقل لحجارة رملية والحجر الجيري والدولوميت. التربة الرسبوية توجد في المناطق المنخفضة الساحلية، إضافة للرمل والطين الرمادي. الصلصال البني هو المكون الرئيسي للتربة بارتفاع 10-30 مترا فوق مستوى سطح البحر، حيث تظهر الصلصال على شكل طبقات أفقية متراكمة وقديمة.
تعتبر منطقة نشطة زلزاليا، وتحدث فيها هزات متكررة بسبب انهيارات الطبقات الأرضية. يوجد في الجزيرة كميات من الفحم والجزع والتي بدئ استخراجها بدايات القرن الحادي والعشرين. وهنالك أيضاً حقول النفط والغاز حول الجزيرة ومن جميع الجهات، وتعتبر الأكبر في إندونيسيا، وتعمل شركة بيرتامينا الوطنية مع عدة شركات أجنبية على تطوريها ومنذ ستينات القرن العشرين وحتى الآن.

## الحياة النباتية والحيوانية

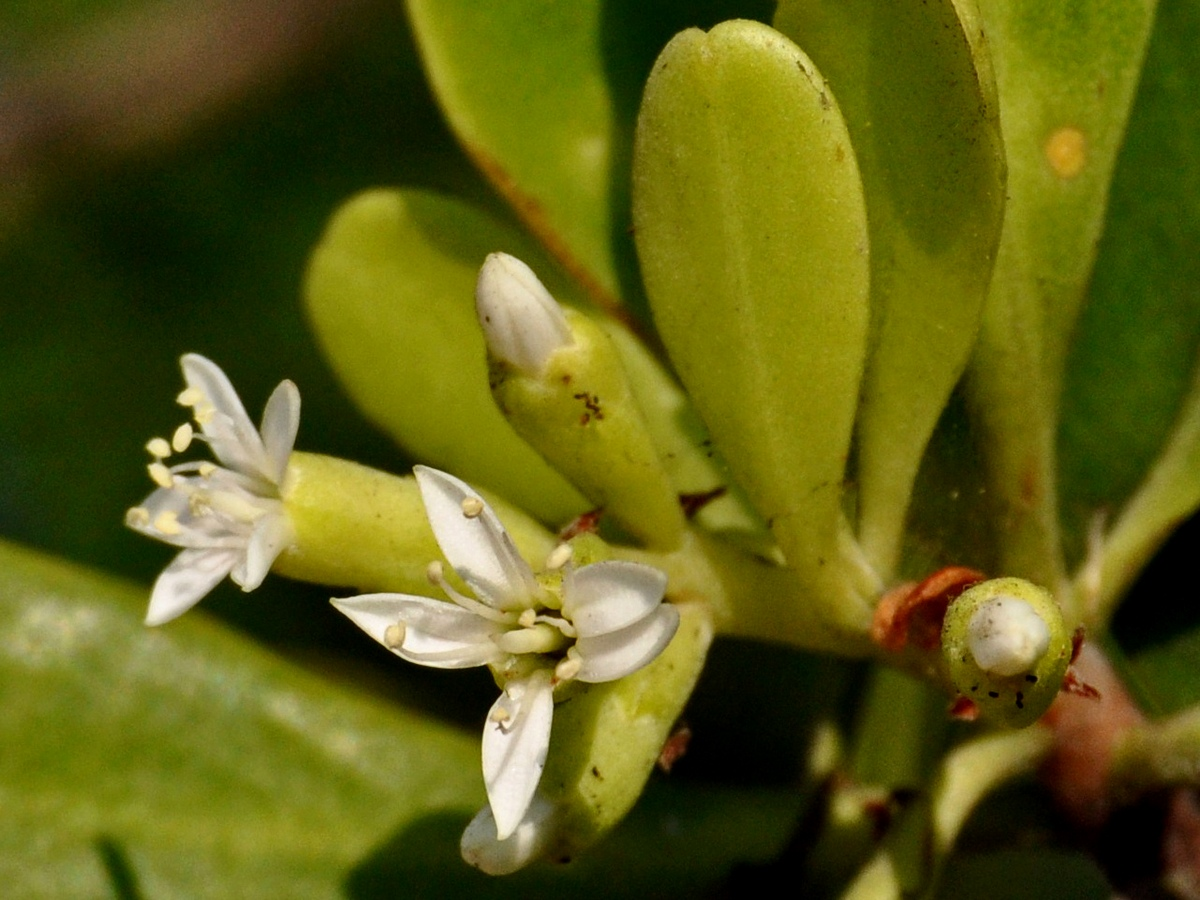
نيتة Lumnitzera racemosa في أندونيسيا

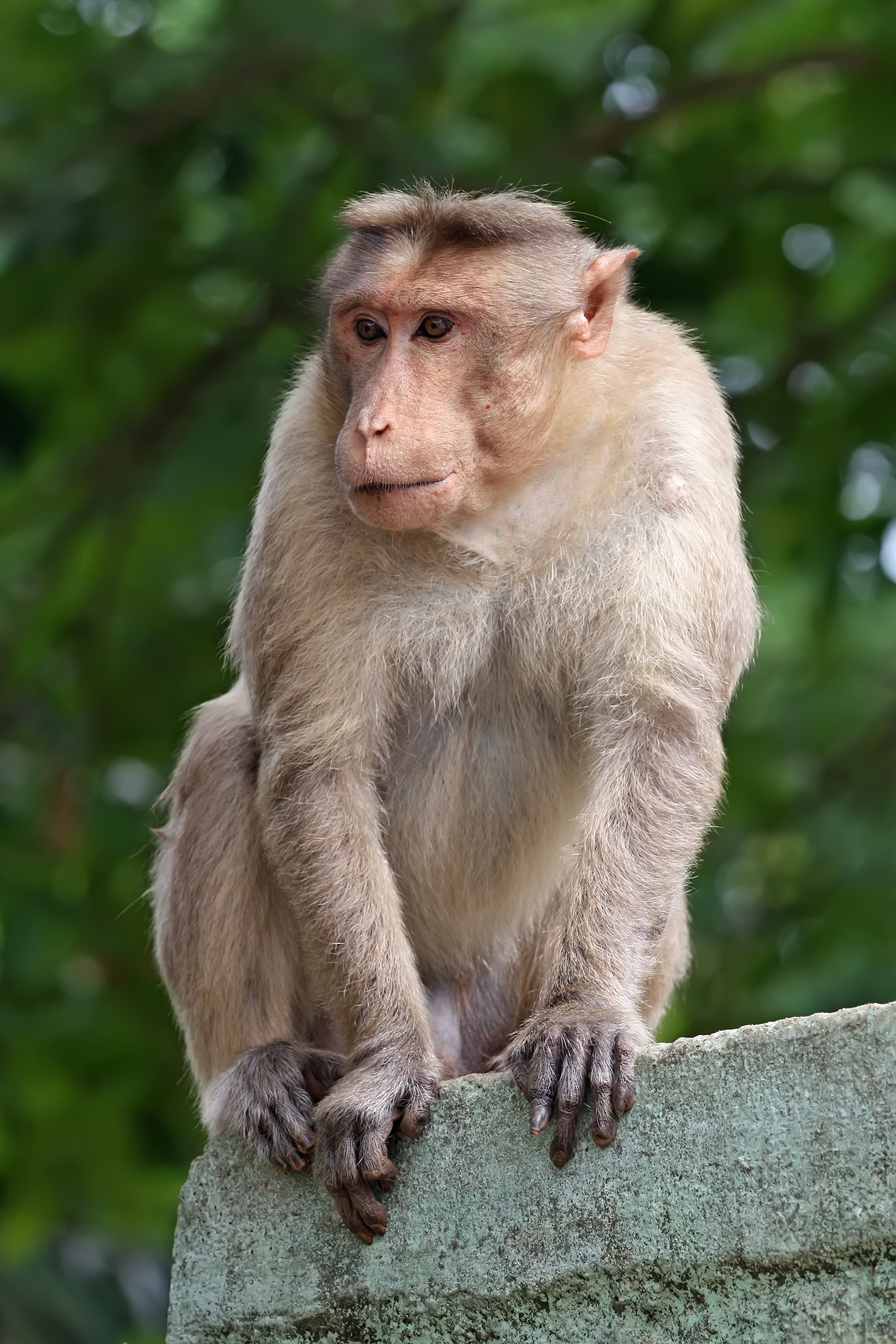
قرد المكاك آكل السلطعون

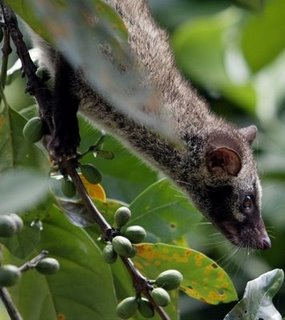
زباد النخيل الآسيوي

النباتات المنتشرة في جزيرة باويان مشابهة تماما لنباتات جاوة. كانت الغابات المطيرة تغطي معظم الجزيرة، ولكن نتيجة للنشاط البشري وبحلول نهاية القرن العشرين، لم يبق أكثر من 10 ٪ من الغابات في الجزيرة. وتغطي مزارع خشب الساج حوالي 15 ٪ من الجزيرة حاليا.
تنتشر في احراش الجزيرة بوجود السراخس وبعض نباتات الأرض وبعض أنواع الطحلب. ومن أهم أنواع الأشجار في الجزيرة هي المنتمية إلى مجموعات أجناس النباتات التالية:
- Ficus
- Nauclea
- Symplocos adenophylla

ومن الأنواع غير المتوفرة في جزيرة جاوة وتتميز بها جزيرة باويان:
- Canarium asperum
- Pternandra coerulescens
- Pternandra rostrata
- Champera manilana
- Ixora miquelii
- Phanera lingua
- Irvingia malayana

أشجار الأيكة الساحلية من نوع القرم توجد في بعض المناطق الساحلية في الجزيرة، ومن أهم أنواعها الموجودة:
- Sonneratia alba
- Rhizophora mucronata
- Bruguiera cylindrica
- Lumnitzera racemosa

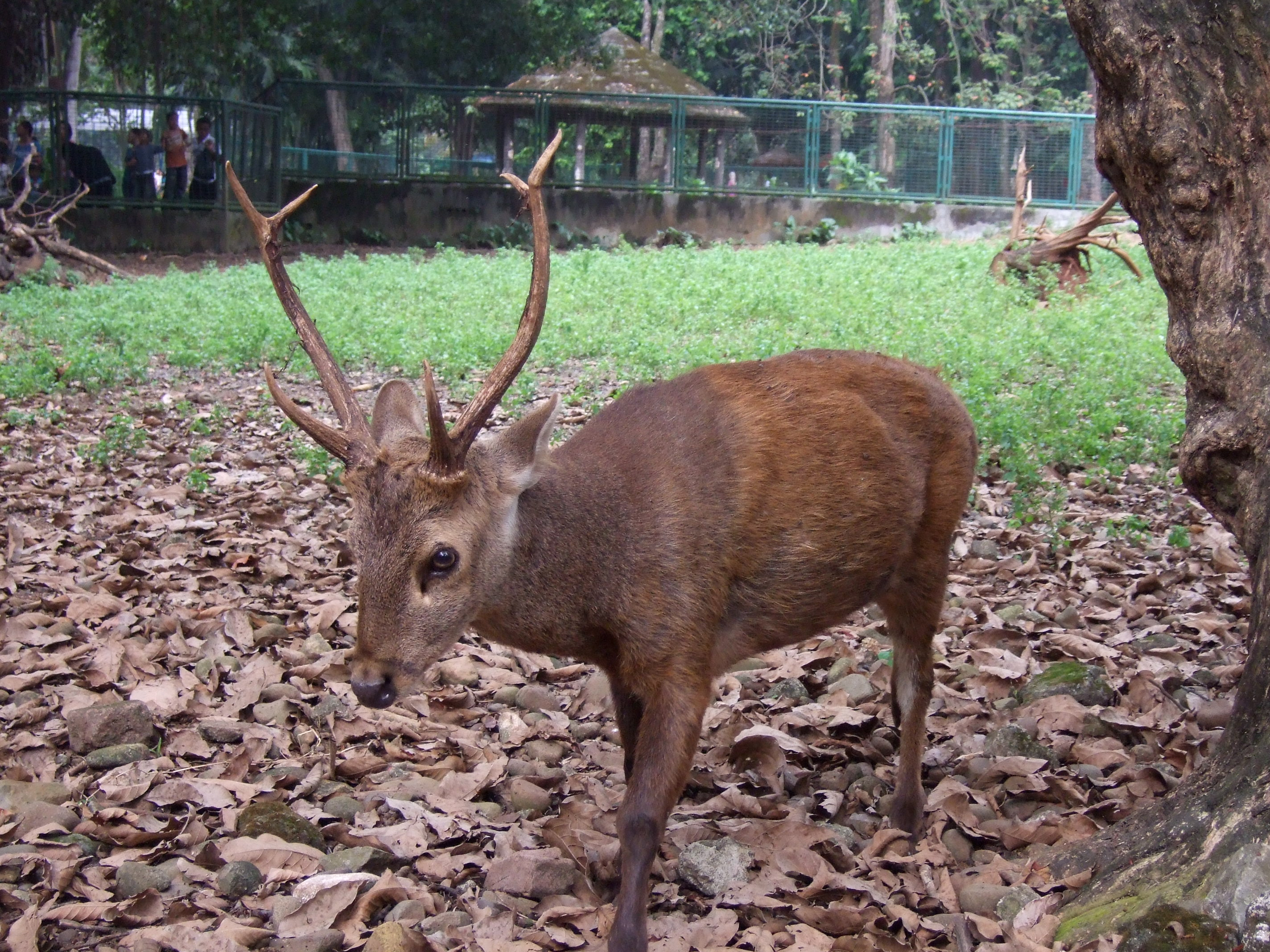
أيل باويان من الحيوانات المستوطنة في الجزيرة

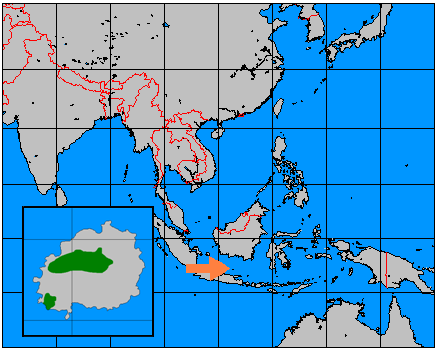
أماكن تواجد أيل باويان

من أبرز الحيوانات المتوطنة في الجزيرة هي سلالة الغزلان المحلية المعروفة باسم أيل باويان أو أيل باويان الخنزيري أو أيل كول الخنزيري. ويعتبر محميا بموجب القانون الإندونيسي حيث أن تعداد هذا الحيوان أقل من 250 أيلاً فقط، ويعتبر من الحيوانات «المهددة بالانقراض» ومصنف ضمن القائمة الحمراء للأنواع المهددة بالانقراض.
ومن الثدييات النادرة الأخرى في الجزيرة:
- قرد المكاك آكل السلطعون (Crab-eating macaque - Macaca fascicularis)
- نيص سوندا (Sunda Porcupine - Hystrix jav)
- قط الزباد الهندي الصغير (Viverricula indica)
- زباد النخيل الآسيوي (Paradoxurus hermaphroditus)

ومن الطيور الأكثر شيوعا هي:

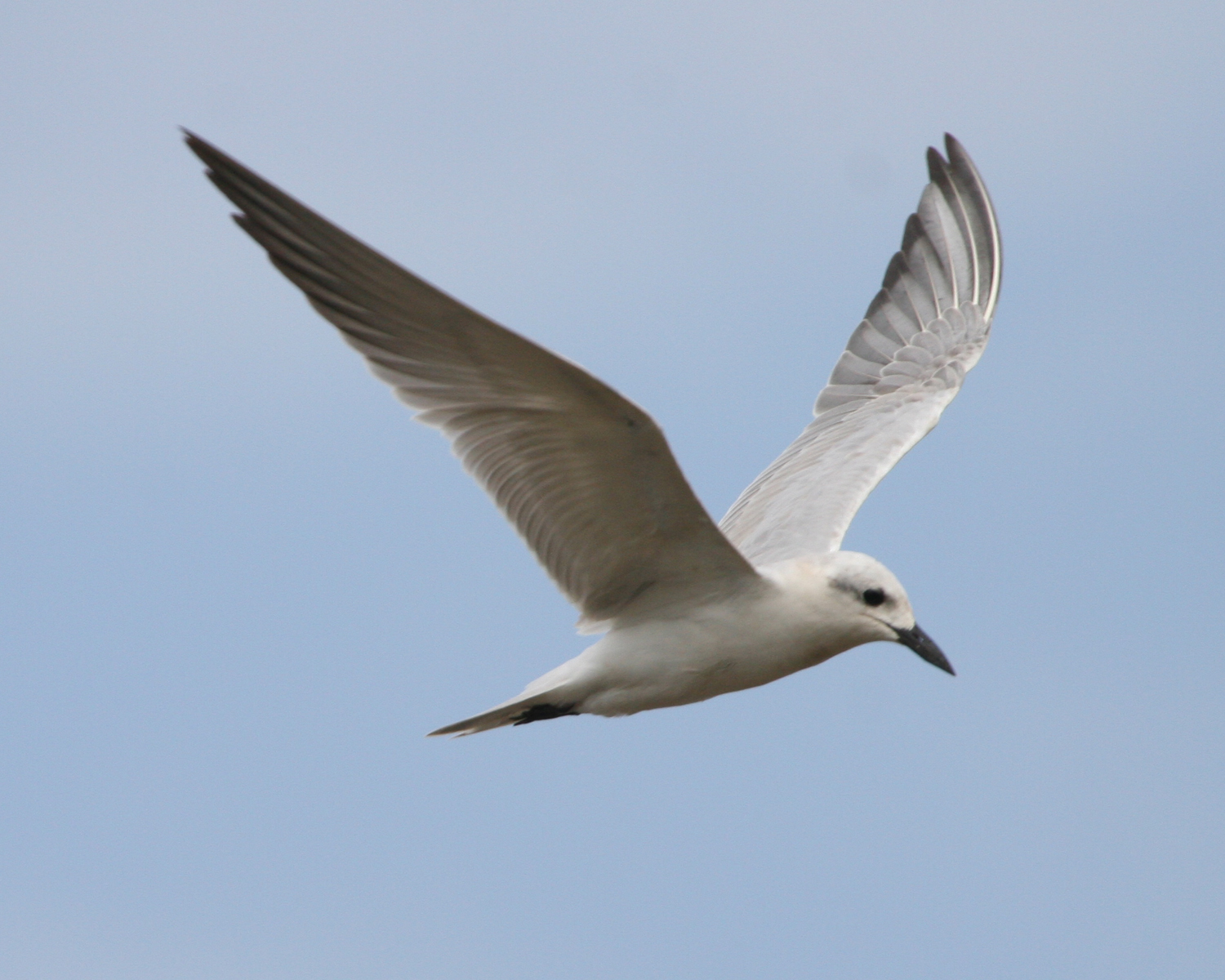
خطاف البحر ذو منقار النورس

- بلشون الليل (Nycticorax nycticorax)
- بلشون الأرجواني (Ardea purpurea)
- فرقاطة سلمي (Fregata minor)
- خطاف البحر ذو منقار النورس (Gelochelidon nilotica).

ومن الزواحف المختلفة الموجودة في الجزيرة:
- سحالي من نوع (Varanus sp)
- الأفعى الأطول (Python_reticulatus)
- تمساح المياه الملحة (Crocodylus porosus)، والذي نادرا ما يتواجد في الجزيرة.

تدابير الحفاظ على الطبيعة في جزيرة باويان بدأت منذ أيام الإدارة الاستعمارية الهولندية. ففي عام 1932، كانت خمسة أعلنت الغابات مع مساحة إجمالية قدرها 4556 هكتار كمحميات طبيعية. وفي عام 1979، تم إنشاء محميتين وطنيتين طبيعتين مساحة الأولى 3832 هكتاراً والثانية 725 هكتاراً، يستغل معظمها لحماية الغابات ومناطق أيل باويان.

## إدارة الجزيرة
باويان تنتمي إلى مقاطعة جاوة الشرقية. وتتبع بلدية جريسيك منذ عام 1975. وتنقسم الجزيرة إلى منطقتين: سانغكابورا وتامباك، وتتألف كل منطقة من المدينة التي تحمل ذلك الاسم مع ضواحيها.
سانغكابورا تبلغ مساحتها 118.72 كيلومتر مربع، وعدد سكانها 48280 (حسب عام 2009) وتشمل 17 قرية. أما تامباك فتبلغ مساحتها 77.55 كلم² ويبلغ سكانها 26039 (حسب 2009) وتحتوي على 13 قرية.

## الاقتصاد والأنشطة الاجتماعية في الجزيرة

### الزراعة
المصدر الرئيسي للدخل غالبية سكان باويان هو تحويلات المال من أقارب يعملون في الخارج. سكان الجزيرة يعملون في زراعة الأرز والبطاطا والذرة وجوز الهند. كميات المحاصيل هي أقل جاوة بسبب قلة التقنيات الزراعية وشيوع الجفاف مقارنة بجزيرة جاوة. من الأنشطة الأخرى الصيد وزراعة خشب الساج.

### الصناعة والتعدبن
الأعمال الصناعية تتمثل بعدد من ورش الحرف اليدوية القليلة.
استخراج الجزع ابتدئ منذ عام 2006 في وسط الجزيرة من قبل عدد من الشركات التايوانية.

### التعليم
في عام 2009، كان في الجزيرة 7 مدارس فيها 936 تلميذاً و 116 معلمين وموظفين. كثير من الشباب يرحلون إلى جاوة لإكمال الدراسة لكنهم نادراً ما يعودون للجزيرة.

### الصحة
ويوجد في الجزيرة العديد من الصيدليات والعيادات الطبية الصغيرة، لكنها لا تحتوي على أي مستشفى.

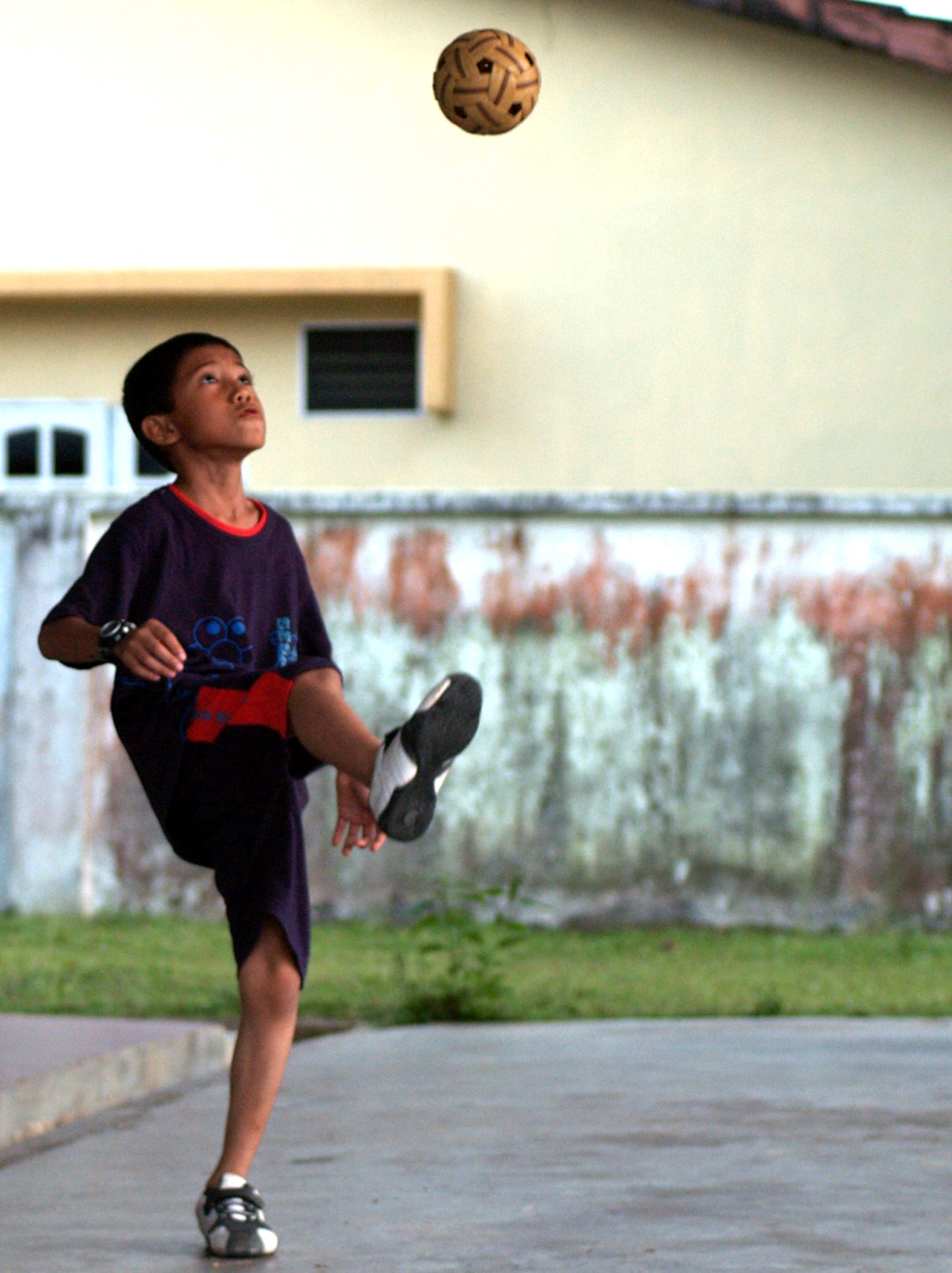
لعبة سيباك تاكرو الشعبية في الجزيرة

### الرياضة
على الرغم من نقص التجهيزات، فإن رياضيي الجزيرة يعتبرون ضمن الأفضل في إندونيسيا، خصوصا في كرة الطاولة وكرة سيباك تاكرو الشعبية في جنوب شرق آسيا. الكرة الطائرة أصبحت لعبة شعبية في بدايات القرن الحالي حيث يوجد حالياً حوالي 80 فريقاً رسمياً مسجلاً في الجزيرة.

### الطرق والمواصلات
للجزيرة طريق دائري رئيسي يمتد على طول ساحل الجزيرة، يبلغ طوله نحو 55 كيلومترا منها 33 كيلومترا في حالة سيئة. تتوفر المركبات الآلية، إلا أن معظم التنقلات تكون بواسطة الخيول والعربات أو الدراجات أو becak.
ترتبط الجزيرة بواسطة مينائها الرئيسي، ميناء سانغكابورا، مع الساحل الشمالي لجاوة الشرقية ومادورا عبر الطريق البحري المزدحم سانغكابورا—جريسيك.
في عام 2009، أعلنت إدارة جاوة الشرقية عن خططها لبناء مطار في باويان.

### السياحة والجذب السياحي
الحكومة المحلية في جزيرة باويان والحكومة في جريسيك تحاول جذب السياح للجزيرة من خلال الإعلان عن طبيعة الجزيرة. والتي تشمل بحيرة كاستوبا والينابيع الساخنة مثل كيبوندايا وتاوبات، وشلالات لاتشار وسيلامات باتار، والكهوف في الجزء الأوسط من الجزيرة، والشواطئ الرملية والشعاب المرجانية على الساحل.
من عوائق التنمية السياحية في الجزيرة هي البنية التحتية الفقيرة، وموقعها النائي من جزيرة جاوة. بالإضافة إلى ذلك، فإن بعض السكان المحليين يحتج على زيارة السياح لبحيرة كاستوبا كونهم يعتبرونها بحيرة مقدسة.

## التركيبة السكانية

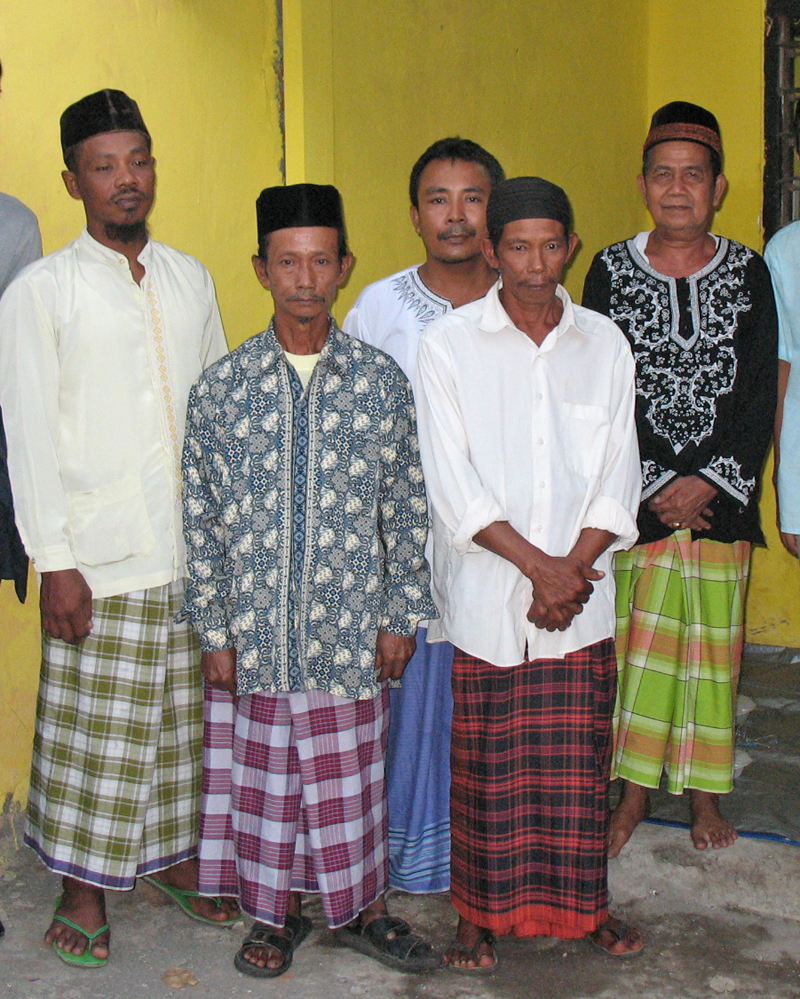
الأقلية الجاوية في باويان

الهجرت المتواصلة والكثيرة تعيق إجراء إحصاء دقيق لتعداد سكان الجزيرة. في عام 2009، كان عدد السكان 74319 نسمة، منهم 26000 على الأقل يعيشون في الخارج في ماليزيا وسنغافورة إضافة إلى أعداد أخرى أقل من ذلك في جاوة ومناطق أخرى في إندونيسيا. الساحل الجنوبي من الجزيرة هو الأكثر اكتظاظا بالسكان. علما أن أكثر من نصف سكان الجزيرة يعيشون في مدينة سانغكابورا.
في الفترة ما بين 1900 و 1930، كان عدد السكان مستقرا عند مستوى 30000، ثم ارتفع بعد ذلك، من 29860 في عام 1930 إلى 59525 في عام 1964، وذلك بسبب تحسن الظروف المعيشية وتحسين وصول المستوطنين الجدد من مادورا. معدل النمو انخفض بعد ذلك وتبقى بنسبة 1 ٪ سنويا تقريبا.
كان معظم الناس الذين يسكنون في الجزيرة في القرنين الخامس عشر والسادس عشر من مادورا، إضافة إلى أعداد أقل من جزيرة جاوة. ثم تم الاختلاط تدريجيا مع الصيادين والتجار والقراصنة القادمين للجزيرة والذين هم من عرقيات الملايو والبوغيس القادمين من مناطق أخرى من أرخبيل الملايو. بعد ذلك قدمت للجزيرة هجرات من مدينة فلمبان في جزيرة سومطرة، والذين شكلوا مجتمعا مهيمنا في التجارة في الجزيرة. في بداية القرن العشرين اعتبر سكان باويان أنفسهم على أنهم يمثلون مجتمعاً عرقياً متجانساً، حتى أن الذين عاشوا خارج الجزيرة يعتبرون أنفسهم بأنهم باويانيون ويجتمعون في مجتمعات خاصة بشكل متميز عن بقية المجتمعات في إندونيسيا.
الهجرات الأخيرة إلى الجزيرة والمكونة من مجموعات صغيرة تتألف في معظمها جاويين لديهم مصالح معينة في الجزيرة. عدة مئات من الجاويين قدموا من جزيرة جيلي بارات المتصلة مع جزيرة باويان بواسطة سد. هؤلاء يعملون في زراعة نخيل جوز الهند. ويتميز الجاويون الجدد في الجزيرة عن الجاويين القدماء المقيمين القدامى والذين يعيشون في قرية ديبينكو ويتحدثون بلهجة جاوية قديمة.
وتوجد جالية صغيرة من الصينيين على الجزيرة منذ قرن أواخر القرن التاسع عشر.
الباويانيون يعملون في الخارج ويعيشون على شكل مجتمعات متماسكة، وبعضها معروفة لأكثر من 150 عاما. على سبيل المثال، كان هناك ما لا يقل عن 763 باوياني في سنغافورة في عام 1849، ومعظمهم يعيشون في المنطقة التي تعرف باسم (قرية باويان). ثم ظهرت لاحقاً عدة مناطق بالاسم ذاته في ماليزيا.
حصلت أكبر الهجرات من الجزيرة وقعت في فترة أربعينات القرن العشرين وما بعدها (أي أوائل الخمسينات)، عندما تشكلت إندونيسيا كدولة مستقلة كانت تعاني من فقدان الاستقرار السياسي، إضافة للصعوبات الاقتصادية.
حتى عام 1950، كان هناك 24000 باوياني في سنغافورة وحدها. ومعظم الباويانيين الذين يعيشون في الخارج يبقون على علاقات وثيقة مع أقاربهم في الجزيرة، ويقومون بزيارات منتظمة لهم، وغالبا ما يعودون بعد عدة سنوات من الغياب.
إن سبب معظم الهجرات من الجزيرة هو انعدام فرص العمل في جزيرة صغيرة ذات كثافة سكانية عالية ومنخفضة الدخل. هنالك الكثير من مكاتب التوظيف في سنغافورة وماليزيا المتخصصة في توظيف الباويانيين كعمال البناء والبحارة. هذه الهجرات أصبحت جزء من حياة سكان الجزيرة، حيث يعتقدون أن الرجل ليس ناضجاً بما فيه الكفاية حتى يمضي عدة سنوات في الخارج. وكشف ذلك استطلاع للرأي في 2008-2009 أن 55 ٪ فقط من السكان المحليين يبررون رحيلهم لأسباب اقتصادية، في حين أن 35 ٪ يعزون السبب للتقاليد أو رغبة في اكتساب خبرة في الحياة.

## اللغات
معظم السكان يتكلمون لهجة باويان، والتي تعتبر أكثر لهجة غريبة للغة مادورا، أما الباويانيون الذين يعيشون في سنغافورة وماليزيا فهم يتكلون بلهجة مختلفة قليلا تسمى باللغة الإندونيسية: (boyan selat).
بصورة عامة، فسكان الجزيرة يجيدون اللغة الإندونيسية الرسمية، لكن بدرجات متفاوتة.

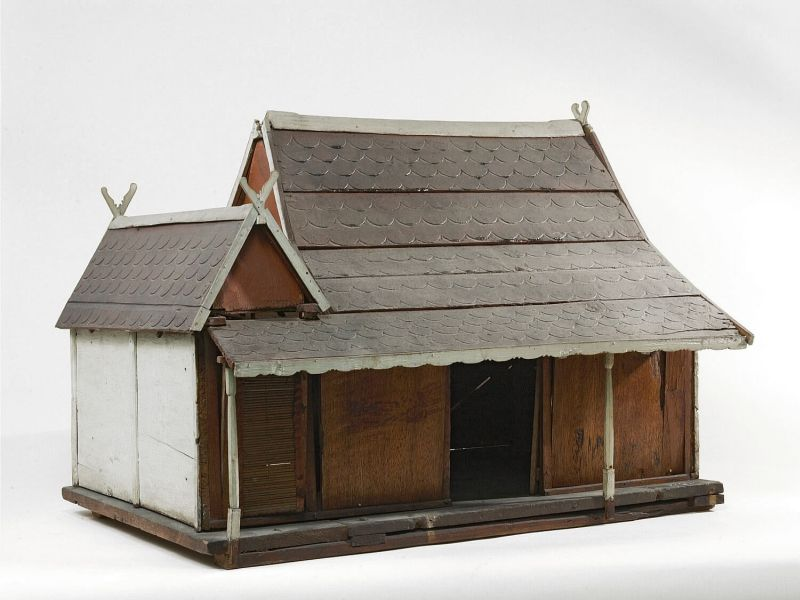
منزل تقليدي في باويان

## الدين
الديانة السائدة في الجزيرة هي الإسلام وتبلغ نسبه المسلمين حوالي 99.5%. مع وجود أقلية من الديانة المسيحية تبلغ نسبتهم 0.5%.

## البناء
المساكن التقليدية متشابهة تماما في مادورا وباويان. حيث تكون مكونة من سياج من الخيزران، مع شرفة، وأعمدة منخفضة. والسقف مكون من سعف النخيل أو القصب. استخدام القرميد في تزايد.

## الأزياء
الزي المحلي هو اقرب إلى زي جاوة من مادورا. يرتدي الرجال السارونغ (نوع من الإزار) وقميص طويل، أما النساء فيرتدين السارونغ مع قميص أقصر.

## العادات والتقاليد
تأثير الملايو في الاحتفالات والعادات والرقصات الشعبية واضح جداً، بخلاف تأثير مادورا الضعيف، حيث تغيب عن الجزيرة عادات مادورا التقليدية مثل سباقات الثور والسكاكين الشبيهة بالمنجل.
المطبخ المحلي متنوع ومتأثر بجميع أقوام الجزيرة. الفطيرة التقليدية المحشوة بالخضار (البطاطا عادة) تحظى بشعبية كبيرة في إندونيسيا وماليزيا وسنغافورة وتمسى خبز باويان (باللغة الإندونيسية: roti Boyan).

## وصلات خارجية
- UNESCO – تقرير اليونسكو حول الهجرة إلى ماليزيا
- – مقالة حول جزيرة باويان: جزيرة باويان الإندونيسية، سحر الإيمان. باللغة الإنكليزية